# YouTube

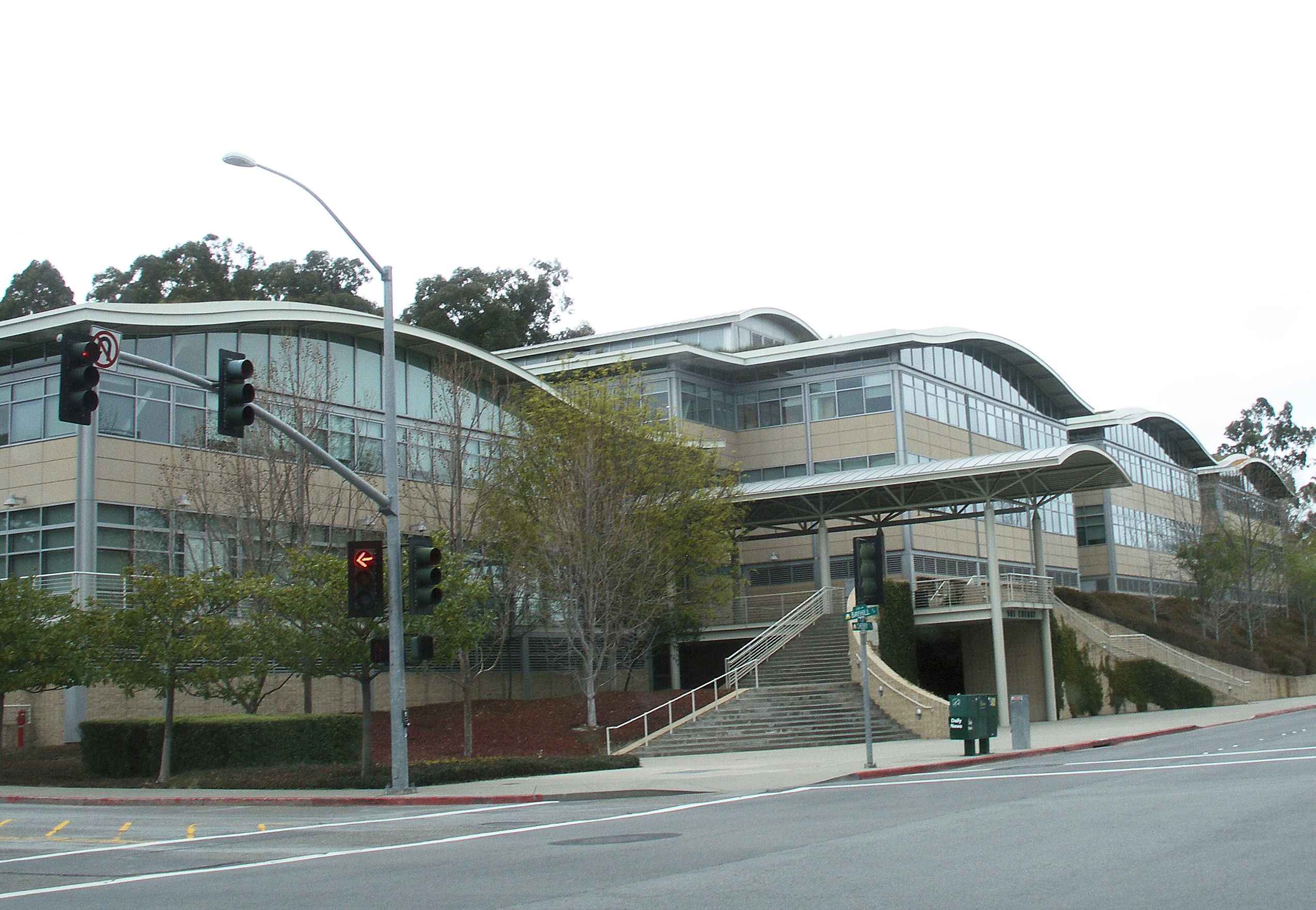
Sediul YouTube, San Bruno, California, 2010

YouTube (cuvânt englezesc artificial, pronunție [ˈjuːtjuːb], v. AFI) este un Site Web unde utilizatorii pot încărca și viziona materiale audio-video. YouTube a fost creat în februarie 2005 de Chad Hurley, Steve Chen și Jawed Karim. Serviciul cu sediul în San Bruno, California, folosește tehnologia Adobe Flash Player (HTML5 din 2012) pentru a expune o gamă largă de clipuri video create chiar de utilizatori, incluzând și fragmente din programe de televiziune sau din filme. YouTube face parte din Web 2.0.
În octombrie 2006 Google a anunțat că a ajuns la o înțelegere să achiziționeze compania pentru 1,65 miliarde $. Afacerea a fost încheiată la 13 noiembrie 2006.

## Generalități
Utilizatorii neînregistrați pot vizualiza toate videoclipurile de pe site, iar utilizatorii înregistrați pot în plus încărca ("upload") videoclipuri pe YouTube, pot introduce comentarii și pot da note filmulețelor. Unele videoclipuri sunt disponibile doar pentru utilizatorii de peste 18 ani (de ex. videoclipurile cu conținut potențial ofensator). Încărcarea videoclipurilor care conțin defăimări, hărțuiri, publicitate sau materiale care încurajează crima este strict interzisă. Videoclipurile asemănătoare, determinate de titlu și etichete, apar pe ecran în dreapta jos. Încă din al doilea an al YouTube-ului au fost adăugate funcții care să ajute utilizatorii să posteze 'răspunsuri video' și să se aboneze la noile videoclipuri ale utilizatorilor preferați.
Există puține statistici legate de numărul videoclipurilor de pe YouTube. Totuși, în iulie 2006 compania a dezvăluit că peste 100 de milioane de videoclipuri sunt vizualizate zilnic, iar în iunie 2006 au fost vizualizate 2,5 miliarde. În mai 2006, 50.000 de videoclipuri erau adăugate zilnic, ajungându-se la 65.000 în iulie. În ianuarie 2008 aproape 79 de milioane de utilizatori au vizualizat peste 3 miliarde de videoclipuri.
În august 2006 ziarul The Wall Street Journal a publicat un articol în care scria că YouTube avea aproximativ 6,1 milioane de videoclipuri (ocupând aproximativ 45 terabait) și peste 500.000 de utilizatori înregistrați. Începând cu 9 aprilie 2008, o căutare globală pe YouTube returnează peste 83 milioane de videoclipuri și 3,75 milioane de canale de utilizatori. S-a estimat că în 2007 YouTube a consumat la fel de multă capacitate de transmisie ca și întreg Internetul anului 2000, și că în fiecare minut sunt adăugate peste 13 ore de video. În martie 2008, costurile trasmisiei de date au fost estimate la aproximativ 1 milion $ pe zi.
Începând din primul semestru al anului 2008 YouTube nu a mai fost profitabil. Venitul exact sau profitul nu a fost publicat, dar revista Forbes din iulie 2008 a aproximat venitul la 200 milioane de dolari, menționând mari progrese în vânzările de reclame. Pe atunci prețul pentru o reclamă pe pagina de start a lui YouTube era de 175.000 $ pe zi, iar un canal personalizat (caracterizat printr-un fundal special) costa 200.000 de $. În noiembrie 2008 YouTube a încheiat o întelegere cu MGM, Lionsgate și CBS ce permite companiilor să încarce filme întregi și show-uri pe site, plus alte reclame. Un nou sistem creat de YouTube, numit VideoID, permite companiilor să depisteze materialele neautorizate de pe site și fie să le șteargă, fie să adauge reclame la ele. Acest lucru este realizat pentru a concura cu site-ul web Hulu (hulu.com), care deține materiale de la posturile de televiziune NBC și Fox. Afacerea, conform spuselor lui Curt Marvis, președinte la YouTube pentru medii digitale, permite corporațiilor să "profite de această audiență".

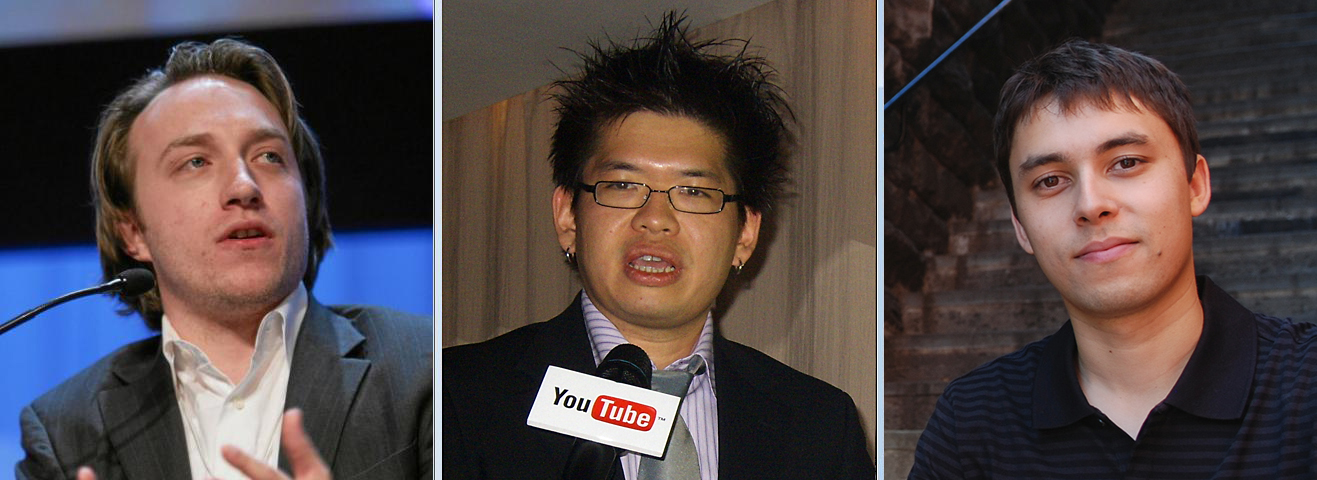
Fondatorii YouTube, de la stânga la dreapta: Chad Hurley, Steve Chen, și Jawed Karim

## Istorie
YouTube a fost fondat de Chad Hurley, Steve Chen și Jawed Karim, toți trei fiind angajați ai PayPal. Înainte de a lucra la PayPal, Hurley a studiat la Universitatea Indiana din Pennsylvania din orașul Indiana, statul Pennsylvania iar Chen și Karim au studiat împreună la Universitatea Illinois din orașul Urbana, comitatul Champaign, statul Illinois. Numele domeniului "YouTube.com" a fost activat la 15 februarie 2005, iar site-ul web cu această adresă a fost creat pe parcursul următoarelor luni. Creatorii au oferit publicului o primă previzualizare a site-ului în mai 2005, cu 5 luni înaintea lansării oficiale. Totodată, Jawed Karim a făcut primul videoclip din youtube. YouTube este al doilea cel mai mare motor de căutare din lume și generează miliarde de vizualizări în fiecare zi.

## Impactul social
Până la lansarea site-ului, în 2005, existau puține metode simple de încărcare a videoclipurilor pe Internet de către utilizatorii neexperimentați. Cu interfața sa ușor de folosit, YouTube a făcut posibil ca oricine care poate folosi un calculator să poată și încărca un videoclip, care după numai câteva minute poate fi văzut de milioane de persoane. Marea varietate de subiecte acoperite de YouTube a transformat transmiterea videoclipurilor în una din cele mai importante aplicații ale Internetului.
Un exemplu al impactului social al YouTube-ului a fost succesul videoclipului lui Bus Uncle, în 2006. El conține o conversație animată dintre un tânăr și un bătrân într-un autobuz din Hong Kong, care a fost discutată masiv în emisiunile de televiziune. Alt clip care a primit o atenție deosebită este "Chitaristul", în care o piesă de muzică barocă, Canonul de Johann Pachelbel, este interpretată la o chitară electrică. În videoclip nu se indică numele interpretului. Dar, abia după ce a fost vizualizat de milioane de ori, ziarul New York Times i-a dezvăluit totuși identitatea, fiind vorba de Jeong-Hyun Lim, un băiat de 23 de ani care a înregistrat melodia în dormitorul său.

## Problema adresei domeniului
Succesul lui YouTube a afectat situl companiei Universal Tube & Rollform Equipment, a cărei adresă era utube.com Arhivat în 1 septembrie 2019, la Wayback Machine.. Din cauza numărului mare de vizitatori nesiguri de scrierea corectă pentru YouTube (utube se citește la fel ca și youtube), site-ul companiei Universal Tube s-a supraîncărcat și a fost închis. La începutul lui noiembrie 2006, Universal Tube a inițiat un proces federal împotriva lui YouTube, cerând ca domeniul youtube.com să le fie transferat lor. În iulie 2008 adresa utube.com Arhivat în 1 septembrie 2019, la Wayback Machine. a fost schimbată cu utubeonline.com. Conform căutătorului de domenii "WHOIS", Universal Tube încă deține domeniul http://www.utube.com Arhivat în 1 septembrie 2019, la Wayback Machine..

## Critici
YouTube a fost deseori criticat pentru lipsa metodelor de verificare a drepturilor de autor. La încărcarea unui videoclip este afișat următorul mesaj:
Nu încărcați emisiuni TV, videoclipuri muzicale sau reclame fără permisiune, ci numai dacă ele sunt create în totalitate de dumneavoastră. Pagina cu sfaturile pentru Copyright și Comunitatea te pot ajuta să determini dacă videoclipul tău încalcă vreun drept de autor.
În ciuda acestui sfat, în YouTube încă există multe videoclipuri neautorizate cu emisiuni de televiziune și filme. YouTube nu verifică videoclipurile înainte de a fi postate pe site, ci lasă pe mâna deținătorilor dreptului de autor să ceară ștergerea acestuia de pe site (dacă observă). Organizații incluzând compania Viacom și Liga 1 Engleză au intentat un proces împotriva lui YouTube, susținând că a făcut prea puțin pentru a împiedica încărcarea materialelor ce încalcă dreptul de autor. Viacom a cerut 1 miliard $ daune, argumentând că au găsit peste 150.000 de videoclipuri care încalcă drepturile de autor, fiind vizionate de peste 1,5 miliarde de ori. YouTube a răspuns că nu este obligat să verifice fiecare videoclip, dar a introdus un sistem care compară videoclipurile încărcate cu o bază de date cu materiale cu drepturi de autor.
În iulie 2008 Viacom a câștigat un proces care a obligat YouTube-ul să îi înmâneze date detaliate cu privire la videoclipurile vizualizate de fiecare utilizator.
În august 2008, o judecătorie din Statele Unite a decis că deținătorii de copyright nu pot cere ștergerea imediată a unui fișier online fără a determina, mai întâi, dacă postarea s-a făcut în condițiile de "utilizare cinstită". Cazul a avut-o în vedere pe Stephanie Lenz din Gallitzin, Pennsylvania, care a creat un videoclip de 29 de secunde în care fiul ei de 13 luni dansa pe melodia "Let's Go Crazy", publicându-l apoi pe YouTube.
YouTube cere utilizatorilor săi să "marcheze" videoclipurile ca "nepotrivite", dacă e cazul, urmând ca un angajat să le verifice dacă într-adevăr încalcă vreo regulă a site-ului sau nu.

## Blocări
Încă de la crearea sa YouTube a fost blocat în diferite țări, ca de exemplu în Tunisia, Thailanda (ulterior blocarea a fost anulată) și Iran. Anumite videoclipuri au fost interzise din 1 octombrie 2007 în Turcia, dar restricția a fost ridicată după două zile . La 22 ianuarie 2008 Turcia a interzis folosirea lui YouTube din nou, dar interdicția a fost iarăși ridicată după trei zile. YouTube a mai fost blocat în Turcia încă odată între mai și august 2008, după controversa asupra unor videoclipuri care-l insultau pe Mustafa Kemal Atatürk. Unele pagini sunt, de asemenea, interzise și în Emiratele Arabe Unite.
La 23 februarie 2008 Pakistanul a blocat YouTube din cauza materialelor ofensatoare privitoare la credința islamică, incluzând imagini ale profetului Muhammad. Această acțiune a autorităților pakistaneze a condus la o cădere aproape globală a sitului YouTube pentru cel puțin două ore. Interdicția lui YouTube a fost ridicată la 26 februarie 2008, după ce materialele ofensive au fost șterse de pe site..
Unele școli din anumite țări au blocat accesul la YouTube deoarece elevii încărcau filmări cu bătăi, comportament nepermis și alte activități ilegale

## Redare

### Formatul video
Tehnologia folosită de YouTube este bazată pe programul Flash creat de compania Adobe. Această tehnologie permite sitului să prezinte videouri cu o calitate comparabilă cu Windows Media Player, QuickTime și RealPlayer, care însă, pentru a rula, necesită de obicei și instalarea unui software suplimentar. Și Flash necesită un supliment, dar majoritatea browserelor web îl au inclus în pachetul de instalare. Videoclipurile YouTube de calitate standard sau înaltă sunt transmise folosind formatul Flash Video (.FLV) cu codecul Sorenson Spark H.263. Utilizatorii pot vedea videoclipurile după plac ori pe tot ecranul , ori într-o fereastră mai mică, fără a fi nevoiți să reînceapă descărcarea filmului.
Videoclipurile încărcate pe YouTube erau limitate la 15 minute și maxim 2 GB , însă acum se poate încărca conținut mai mare decât valorile precizate anterior. Folosind interfața standard fișierele pot fi încărcate doar unul după altul, dar cu ajutorul unui add-on se pot încărca mai multe fișiere deodată. YouTube a introdus regula lungimii maxime la câteva luni de la lansare, deoarece majoritatea videoclipurilor de peste 10 minute erau distribuții neautorizate de filme.
YouTube acceptă majoritatea tipurilor de fișiere video incluzând .WMV, .AVI, .MOV, MPEG, .MP4, DivX, .FLV precum și .OGG. Acceptă, de asemenea, și formatul 3GP, permițând încărcarea fișierelor direct de pe un telefon mobil deși majoritatea telefoanelor inteligențe nu mai folosesc 3GP.

### Videoclipuri standard și de înaltă calitate
Tipul standard folosit de YouTube este Flash Video 320x240, cu codecul video H.263. În martie 2008 YouTube a lansat o funcție care permite ca unele videoclipuri să fie vizualizate în formatul de "înaltă calitate", ele fiind de două calități, ambele la rezoluția de 480x360 pixeli. Prin selectarea opțiunii "watch in high quality" sau adăugarea textului "&fmt=6" la adresa web a videoclipului dorit, este folosit codecul H.263 cu sunet mono, iar prin adăugarea textului "&fmt=18" este folosit codecul H.264/MPEG-4 AVC cu partea audio +n formatul AAC stereo. YouTube decide la ce videoclipuri se folosește acest codec bazându-se pe calitatea fișierului video original.

### Adnotări
În iulie 2008 YouTube a lansat o versiune beta a facilității denumite "adnotări" care poate afișa în videoclip notițe sau linkuri. Ele permit adăugarea de informații suplimentare, subtitrări sau trimiteri către alte videoclipuri YouTube. Inițialele nu apăreau în videoclipurile încorporate în alte pagini web, dar începând din august 2008 acest lucru este posibil.La data de 15 ianuarie Youtube a decis să nu mai continue adnotările, și acestea au fost scoase.

### Localizare
La 19 iulie 2007 Eric E. Schmidt, președintele companiei Google, a lansat la Paris noul sistem de localizare. Întreaga interfață a fost modificată pentru ca să poată fi implementate traducerile în diferitele limbi ale globului:
| Țară                       | Adresă                                    | Limbă                                  | Lansare            |
| -------------------------- | ----------------------------------------- | -------------------------------------- | ------------------ |
| Australia                  | http://au.youtube.com/                    | Engleză (Australia)                    | 22 octombrie 2007  |
| Brazilia                   | http://br.youtube.com/                    | Portugheză (Brazilia)                  | 19 iulie 2007      |
| Canada                     | http://ca.youtube.com/                    | Engleză (Canada) și Franceză (Canada)  | 6 noiembrie 2007   |
| Cehia                      | http://cz.youtube.com/                    | Cehă                                   | 9 octombrie 2008   |
| Franța                     | http://fr.youtube.com/                    | Franceză                               | 19 iulie 2007      |
| Germania                   | http://de.youtube.com/                    | Germană                                | 8 noiembrie 2007   |
| Hong Kong, China           | http://hk.youtube.com/                    | Chineză (Tradițională)                 | 7 octombrie 2007   |
| Israel                     | http://il.youtube.com/                    | Engleză                                | 16 septembrie 2008 |
| India                      | http://in.youtube.com/                    | Engleză (India)                        | 7 mai 2008         |
| Irlanda                    | http://ie.youtube.com/                    | Engleză (Irlanda)                      | 19 iulie 2007      |
| Italia                     | http://it.youtube.com/                    | Italiană                               | 19 iulie 2007      |
| Japonia                    | http://jp.youtube.com/                    | Japoneză                               | 19 iulie 2007      |
| Coreea de Sud              | http://kr.youtube.com/                    | Koreană                                | 23 ianuarie 2008   |
| Mexic                      | http://mx.youtube.com/                    | Spaniolă (Mexic)                       | 10 octombrie 2007  |
| Țările de Jos              | http://nl.youtube.com/                    | Olandeză                               | 19 iulie 2007      |
| Noua Zeelandă              | http://nz.youtube.com/                    | Engleză (Noua Zeelandă)                | 22 octombrie 2007  |
| Polonia                    | http://pl.youtube.com/                    | Poloneză                               | 19 iulie 2007      |
| Rusia                      | http://ru.youtube.com/                    | Rusă                                   | 13 noiembrie 2007  |
| Spania                     | http://es.youtube.com/                    | Spaniolă                               | 19 iulie 2007      |
| Suedia                     | http://se.youtube.com/                    | Suedeză                                | 22 octombrie 2008  |
| Taiwan                     | http://tw.youtube.com/                    | Chineză (Tradițională)                 | 18 octombrie 2007  |
| Regatul Unit               | http://uk.youtube.com/                    | Engleză (Anglia)                       | 19 iulie 2007      |
| Statele Unite ale Americii | http://youtube.com/                       | Engleză (Americană)                    | 15 februarie 2005  |
| Africa de Sud              | http://za.youtube.com/                    | Engleză (Africa de Sud) și Afrikaans   | 17 mai 2010        |
| Argentina                  | http://youtube.com.ar/                    | Spaniolă (Argentina)                   | 8 septembrie 2010  |
| Algeria                    | http://youtube.com.dz/%5Bnefuncțională%5D | Arabă și franceză                      | 9 martie 2011      |
| Egipt                      | http://youtube.com.eg/                    | Arabă                                  | 9 martie 2011      |
| Arabia Saudită             | http://youtube.sa/                        | Arabă                                  | 9 martie 2011      |
| Tunisia                    | http://youtube.com.tu/%5Bnefuncțională%5D | Arabă și franceză                      | 9 martie 2011      |
| Iordania                   | http://youtube.jo/                        | Arabă                                  | 9 martie 2011      |
| Maroc                      | http://youtube.ma/                        | Arabă și franceză                      | 9 martie 2011      |
| Yemen                      | http://youtube.co.ye/%5Bnefuncțională%5D  | Arabă                                  | 9 martie 2011      |
| Kenya                      | http://youtube.co.ke/                     | Engleză (Kenya) și Swahili             | 11 septembrie 2011 |
| Filipine                   | http://youtube.ph/                        | Engleză (Filipine)]] și filipineză     | 13 octombrie 2011  |
| Singapore                  | http://youtube.sg/                        | Engleză (Singapore)                    | 20 octombrie 2011  |
| Belgia                     | http://youtube.be/                        | Olandeză (Belgia) și Franceză (Belgia) | 16 noiembrie 2011  |
| Columbia                   | http://youtube.co/                        | Spaniolă (Colombia)                    | 30 noiembrie 2011  |
| Uganda                     | http://youtube.ug/                        | Engleză (Uganda)                       | 2 decembrie 2011   |
| Nigeria                    | http://youtube.ng/                        | Engleză (Nigeria)                      | 7 decembrie 2011   |
| Chile                      | http://youtube.cl/                        | Spaniolă (Chile)                       | 20 ianuarie 2012   |
| Ungaria                    | http://hu.youtube.com/                    | Maghiară                               | 29 februarie 2012  |
| Malaysia                   | http://youtube.my/                        | Engleză (Malaiezia) și malaieziană     | 22 martie 2012     |
| Peru                       | http://youtube.pe/                        | Spaniolă (Perú)                        | 25 martie 2012     |
| Emiratele Arabe Unite      | http://youtube.co.ae/                     | Arabă și engleză                       | 29 martie 2012     |
| Grecia                     | http://gr.youtube.com/                    | Greacă                                 | 1 mai 2012         |
| Indonezia                  | http://youtube.co.id/                     | Engleză (Indonezia) și indoneziană     | 14 iunie 2012      |
| Ghana                      | http://youtube.com.gh/                    | Engleză (Ghana)                        | 21 iunie 2012      |
| Senegal                    | http://youtube.com.sn/%5Bnefuncțională%5D | Engleză (Senegal) și franceză          | 12 iulie 2012      |
| Turcia                     | http://youtube.com.tr/                    | Turcă                                  | 1 octombrie 2012   |
| Ucraina                    | http://youtube.com.ua/                    | Ucraineană                             | 13 decembrie 2012  |
| Danemarca                  | http://dk.youtube.com/                    | Daneză                                 | 7 februarie 2013   |
| Finlanda                   | http://fi.youtube.com/                    | Finlandeză                             | 7 februarie 2013   |
| Norvegia                   | http://no.youtube.com/                    | Norvegiană                             | 7 februarie 2013   |
| Elveția                    | http://youtube.com.ch/%5Bnefuncțională%5D | Germană, franceză și italiană          | 9 aprilie 2013     |
| Austria                    | http://youtube.com.at/%5Bnefuncțională%5D | Germană                                | 11 aprilie 2013    |
| România                    | http://youtube.com.ro/                    | Română                                 | 25 aprilie 2013    |

### Tipuri de canale
Membrii lui YouTube pot face parte din grupuri numite "Channels" (canale) cu care își pot personaliza (adapta după dorință) contul. Există și tipuri de canale speciale. Inițial, o persoană care făcea parte de ex. din grupul special "Director" putea încărca videoclipuri cu lungime nelimitată. Acest lucru nu mai este posibil acum, deși cei care au prins oferta încă mai pot face uz de ea, în limita a 1 GB pe fișier. Aceste tipuri sunt:
- Comedian, comedianti care-și arată trucurile vizitatorilor YouTube.
- Regizor ("Director"), creatori de filme.
- Guru, persoane care sunt specializate într-o anumită categorie.
- Muzician, muzicieni sau formații care-și arată ultimele melodii sau dau lecții online.
- Non-profit, un statut obținut de organizațiile non-profit cf. §501(c)(3) acceptate în programul "non-profit" de la YouTube.
- Reporter, amatori sau profesioniști care răspândesc știri locale.
- Politician, persoană care este implicată în conducerea unei țări.
- YouTuber,  persoană care a câștigat popularitate din videoclipurile sale pe YouTube

## Ziua păcălelilor
Pentru ziua păcălelilor din aprilie 2008 fiecare "Featured Video" de pe prima pagină te trimitea către videoclipul "Never Gonna Give You Up" al lui Rick Astley.
La 1 aprilie 2009 fiecare clip accesat se vedea cu susul în jos. Sub numele de utilizator din orice clip găseai linkul „Tips of viewing the new layout” (tradus: sfaturi pentru noul format). Dacă dădeai clic pe el, te trimitea la o pagină care explica noua formă de vizionare a clipurilor din YouTube.
Traducerea acelei pagini în limba română:
Noua ta experiență de vizionare
La YouTube noi încercăm permanent să îmbunătățim modul prin care urmărești videoclipurile online. Ca parte a acestui program, suntem mândri de a vă putea prezenta noua noastră pagină de randare. Câteva sfaturi pentru a obține maximum din noua experiență de vizionare:
1. Întoarce monitorul tău cu susul în jos
Testele noastre interne au arătat că monitoarele calculatoarelor moderne oferă o imagine de înaltă calitate când sunt întoarse cu susul în jos. Este cel mai bine să rotești suportul monitorului tău la fiecare 6 luni. Ai putea constata că clipurile YouTube arată mai bine în acest mod.
2. Desigur, dacă preferi modul folosit înainte, doar dă clic pe "I prefer the old-fashioned layout!" în timp ce urmărești un videoclip.
-- Un 1 aprilie fericit! --

## Videolive
Google a anunțat că până la sfârșitul lui 2008 YouTube va lansa un nou serviciu numit "Live Video". S-a anunțat că va fi un sit web unde utlizatorii lui YouTube pot transmite/difuza la ora dorită videoclipurile încărcate de ei în prealabil pentru a fi difuzate în direct, ca la televiziune, astfel chiar fiind posibil să se creeze emisiuni proprii.

## Date tehnice
Inițial, vizionarea videoclipurilor de pe YouTube pe calculatorul personal era posibilă doar prin intermediul Adobe Flash Player.
În luna ianuarie 2010 YouTube a lansat o versiune experimentală a site-ului său care utilizează capabilitățile multimedia înglobate în browserele care suportă standardul HTML5 . Acest lucru permite înregistrări video pentru a putea fi vizualizat, fără a necesita Adobe Flash Player sau orice alt plug-in pentru a fi instalat. Numai browserele care utilizează HTML5 video suport folosind formatele H.264 sau WebM pot reda clipuri video, și nu toate clipurile video de pe site sunt disponibile.

## Încărcare
Toți utilizatorii YouTube pot încărca clipuri video. Utilizatorii care au un istoric bun în conformitate cu Liniile directoare comunitare ale site-ului li se poate oferi posibilitatea de a încărca clipuri video de până la 12 ore, ca lungime, care necesită verificarea contului, în mod normal, prin intermediul unui telefon mobil. Atunci când YouTube a fost lansat în 2005, a fost posibil să se încarce videoclipuri lungi, dar o limită de zece minute a fost introdusă în martie 2006, după ce YouTube, a constatat că majoritatea clipurilor video care depășesc această lungime au fost încărcate neautorizat de emisiuni de televiziune și filme. Limita de 10 minute a fost majorată la 15 minute în iulie 2010. Dimensiunea fișierului este limitată la 2 GB de imagini, sau 20 GB, dacă sunt folosite versiuni actualizate ale browserului.
YouTube acceptă videoclipuri încărcate în cele mai multe formate de conținut, inclusiv .AVI , .MKV , .MOV , .MP4 , DivX , .FLV , .OGG și .ogv. Acestea includ formate video cum ar fi MPEG-4, MPEG, VOB și WMV. Acesta susține, de asemenea, 3GP, permițând înregistrări video pentru a fi încărcat de la telefoane mobile video cu scanare progresivă sau scanarea interlaced poate fi încărcată, dar pentru cea mai bună calitate video, YouTube sugerează videourile intercalate înainte de încărcare. Toate formatele video de pe YouTube folosesc scanare progresivă.

## Calitate și codec-uri
YouTube a oferit inițial doar o calitate pentru videoclipuri, afișate la o rezoluție de 320x240 pixeli folosind codecul Sorenson Spark (o variantă de H.263 ), cu mono audio MP3. În iunie 2007, YouTube a adăugat o opțiune de a viziona clipuri video în format 3GP pe telefoanele mobile. În martie 2008,a fost adăugat un mod de înaltă calitate, care a crescut rezoluția la 480x360 pixeli. În noiembrie 2008,a fost adăugată rezoluția 720p HD. La momentul lansării 720p, YouTube a fost schimbat de la rezoluția 4:3 la un ecran lat de 16:9. Cu această nouă facilitate, YouTube a început trecerea la H.264/MPEG-4 AVC ca format video implicit de compresie. În noiembrie 2009, a fost adăugată rezoluția 1080p HD. În iulie 2010, YouTube a anunțat că a lansat o serie de clipuri video în format 4K, care permite o rezoluție de până la 4096x3072 pixeli. Acum se pot viziona și videoclipuri 8K.
Videoclipurile sunt disponibile într-o gamă largă de niveluri de calitate. Nivelurile de calitate sunt: standard (SQ), de înaltă calitate (HQ) și de înaltă definiție (HD), au fost înlocuite prin valori numerice reprezentând rezoluția verticală a videoului. Fluxul video implicit este codificat în format H.264/MPEG-4 AVC,cu stereo AAC audio.
| itag value | Default container | Video resolution | Video encoding | Video profile | Video bitrate (Mbit/s) | Audio encoding | Audio bitrate (kbit/s) |
| ---------- | ----------------- | ---------------- | -------------- | ------------- | ---------------------- | -------------- | ---------------------- |
| 5          | FLV               | 240p             | Sorenson H.263 | N/A           | 0.25                   | MP3            | 64                     |
| 6          | FLV               | 270p             | Sorenson H.263 | N/A           | 0.8                    | MP3            | 64                     |
| 13         | 3GP               | N/A              | MPEG-4 Visual  | N/A           | 0.5                    | AAC            | N/A                    |
| 17         | 3GP               | 144p             | MPEG-4 Visual  | Simple        | 0.05                   | AAC            | 24                     |
| 18         | MP4               | 270p/360p        | H.264          | Baseline      | 0.5                    | AAC            | 96                     |
| 22         | MP4               | 720p             | H.264          | High          | 2-2.9                  | AAC            | 192                    |
| 34         | FLV               | 360p             | H.264          | Main          | 0.5                    | AAC            | 128                    |
| 35         | FLV               | 480p             | H.264          | Main          | 0.8-1                  | AAC            | 128                    |
| 36         | 3GP               | 240p             | MPEG-4 Visual  | Simple        | 0.17                   | AAC            | 38                     |
| 37         | MP4               | 1080p            | H.264          | High          | 3–5.9                  | AAC            | 192                    |
| 38         | MP4               | 3072p            | H.264          | High          | 3.5-5                  | AAC            | 192                    |
| 43         | WebM              | 360p             | VP8            | N/A           | 0.5                    | Vorbis         | 128                    |
| 44         | WebM              | 480p             | VP8            | N/A           | 1                      | Vorbis         | 128                    |
| 45         | WebM              | 720p             | VP8            | N/A           | 2                      | Vorbis         | 192                    |
| 46         | WebM              | 1080p            | VP8            | N/A           | N/A                    | Vorbis         | 192                    |
| 82         | MP4               | 360p             | H.264          | 3D            | 0.5                    | AAC            | 96                     |
| 83         | MP4               | 240p             | H.264          | 3D            | 0.5                    | AAC            | 96                     |
| 84         | MP4               | 720p             | H.264          | 3D            | 2-2.9                  | AAC            | 152                    |
| 85         | MP4               | 520p             | H.264          | 3D            | 2-2.9                  | AAC            | 152                    |
| 100        | WebM              | 360p             | VP8            | 3D            | N/A                    | Vorbis         | 128                    |
| 101        | WebM              | 360p             | VP8            | 3D            | N/A                    | Vorbis         | 192                    |
| 102        | WebM              | 720p             | VP8            | 3D            | N/A                    | Vorbis         | 192                    |
| 120        | FLV               | 720p             | AVC            | Main@L3.1     | 2                      | AAC            | 128                    |
| 133        | MP4               | 240p             | ??             | N/A           | ??                     | N/A            | N/A                    |
| 134        | MP4               | 360p             | ??             | N/A           | ??                     | N/A            | N/A                    |
| 135        | MP4               | 480p             | ??             | N/A           | ??                     | N/A            | N/A                    |
| 136        | MP4               | 720p             | ??             | N/A           | ??                     | N/A            | N/A                    |
| 137        | MP4               | 1080p            | ??             | N/A           | ??                     | N/A            | N/A                    |
| 139        | MP4               | N/A              | N/A            | N/A           | N/A                    | ??             | low                    |
| 140        | MP4               | N/A              | N/A            | N/A           | N/A                    | ??             | medium                 |
| 141        | MP4               | N/A              | N/A            | N/A           | N/A                    | ??             | high                   |
| 160        | MP4               | 144p             | ?              | N/A           | ??                     | N/A            | N/A                    |